# Рашид Караме
Рашид Абдул Гамід Караме (араб. رشيد كرامي; 30 грудня 1921, Триполі — 1 червня 1987, Бейрут) — ліванський політичний діяч, всім разів очолював уряд Лівану.

## Життєпис
Народився 30 грудня 1921 року у Триполі. Закінчив французький коледж у рідному місті й факультет права Каїрського університету (Єгипет), у 1948—1951 займався адвокатською практикою, 1951 року вперше був обраний до лав парламенту Лівану. У 1951—1952 роках — міністр економіки і соціальних справ, від 1955 до 1976 року сім разів був прем'єр-міністром країни, суміщаючи цю посаду з іншими міністерськими посадами. Востаннє очолював уряд від 1984 до 1987 року.
Убитий під час теракту 1 червня 1987 року.